# Lekanesphaera bocqueti
Lekanesphaera bocqueti är en kräftdjursart som först beskrevs av Daguerre de Hureaux, Hoestlandt och Lejuez 1961.  Lekanesphaera bocqueti ingår i släktet Lekanesphaera och familjen klotkräftor. Inga underarter finns listade i Catalogue of Life.